# هافمن استیتز (ایلینوی)
هافمن استیتز (به انگلیسی: Hoffman Estates) یک روستا در ایالات متحده آمریکا است که در ایلینوی واقع شده‌است. هافمن استیتز ۵۴٫۳۹ کیلومتر مربع مساحت و ۵۱٬۸۹۵ نفر جمعیت دارد.

## خواهرخوانده
شهر آنگولم خواهرخواندهٔ هافمن استیتز، ایلینوی هست.